# Rio-Purus-Springaffe
Der Rio-Purus-Springaffe (Cheracebus purinus, Syn.: Callicebus purinus) ist eine Primatenart aus der Gattung der Springaffen innerhalb der Familie der Sakiaffen (Pitheciidae). Er galt ehemals als Unterart des Halsband-Springaffen, wurde inzwischen aber mit dieser Art synonymisiert.

## Merkmale
Rio-Purus-Springaffen sind wie alle Springaffen relativ kleine Primaten mit langem, dichtem Fell und einem buschigen Schwanz, der länger als der Körper ist und nicht als Greifschwanz eingesetzt werden kann. Das Fell ist überwiegend in einem dunklen Rotbraun gefärbt, der Schwanz und die Füße sind schwarz, die Hänge weiß. Der Kopf ist klein und rundlich, er ist an der Oberseite leuchtend rot. Das Gesicht ist von einem dünnen schwarzen Haarkranz umgeben. Entlang der Kehle erstreckt sich jeweils bis zu den Ohren eine weiße oder gelbe, halsbandähnliche Zeichnung.

## Verbreitung und Lebensraum

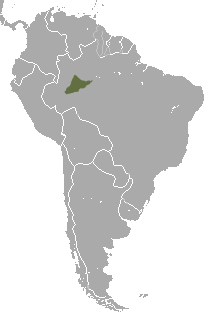
Verbreitungsgebiet (grün)

Rio-Purus-Springaffen kommen nur im westlichen Amazonasbecken in Brasilien vor. Ihr Verbreitungsgebiet wird im Norden vom Rio Solimões, im Westen vom Rio Juruá und im Osten vom Rio Purus begrenzt. Am Westufer des Rio Purus wurde das Typusexemplar gefunden, daher der Name. Lebensraum dieser Art sind tropische Regenwälder.

## Lebensweise
Die Lebensweise der Rio-Purus-Springaffen ist kaum bekannt, sie dürfte mit der der übrigen Springaffen übereinstimmen. Springaffen sind tagaktive Baumbewohner, die sich entweder auf allen vieren oder mit Sprüngen durch das Geäst bewegen. Sie leben in Familiengruppen, die sich aus einem monogamen Paar – bei dem Partner oft lebenslang zusammenbleiben – und dem gemeinsamen Nachwuchs zusammensetzen. Sie sind territorial, mit gemeinsamen Duettgesängen weisen die Paare andere Tiere auf das eigene Revier hin.
Ihre Nahrung besteht in erster Linie aus Früchten. In geringerem Ausmaß nehmen sie auch andere Pflanzenteile und Insekten zu sich. Wie bei allen Springaffen dürfte sich der Vater intensiv an der Aufzucht der Jungen beteiligen, er ist der hauptsächliche Träger und übergibt das Kind der Mutter nur zum Säugen.

## Belege
1. ↑  
Hazel Byrne, Anthony B. Rylands, Stephen Nash u. Jean P Boubli (2020): On the Taxonomic History and True Identity of the Collared Titi, Cheracebus torquatus (Hoffmannsegg, 1807) (Platyrrhini, Callicebinae). Primate Conservation, 34, 1-40. PDF bei Researchgate